# Жупиева-Вязова, Елена Павловна
Еле́на Павловна Жупиева-Вя́зова (18 апреля 1960) — советская легкоатлетка, бронзовый призёр Олимпийских игр.

## Карьера
На чемпионате мира 1987 года Елена выиграла серебряную медаль в беге на 10 000 метров, уступив лишь Ингрид Кристиансен.
На Олимпиаде в Сеуле в 1988 году Жупиева-Вязова участвовала в забеге на 10 000 метров и пришла к финишу третьей. На Олимпийских играх 1992 года она не смогла финишировать.
Серебряная призёрка чемпионата СССР в беге на 10 000 метров в 1987 году.